# Karla Ortiz
Karla Beatriz Ortiz Oyola (Lima, 20 de octubre de 1991) es una voleibolista peruana que juega como atacante en la Selección femenina de voleibol del Perú. Su club actual es Universitario de Deportes con el que disputa la Liga Nacional Superior de Voleibol del Perú. Ortiz ha representado al Perú en los Juegos Bolivarianos de 2013, los Juegos Panamericanos de 2011 y el Campeonato Mundial de Voleibol Femenino de 2010.

## Clubes
| Club                      | País   | Año       |
| ------------------------- | ------ | --------- |
| Divino Maestro            | Perú   | 2007-2010 |
| Hapoël Névé Shaanan       | Israel | 2011-2012 |
| Boston College            | Chile  | 2012-2013 |
| Sporting Cristal          | Perú   | 2013-2014 |
| Hapoël Névé Shaanan       | Israel | 2014-2015 |
| Sporting Cristal          | Perú   | 2015-2016 |
| Club de Regatas Lima      | Perú   | 2017-2024 |
| Universitario de Deportes | Perú   | 2024-?    |

## Palmarés

### Distinciones individuales
- "Mejor Atacante de Punta" en el  Campeonato Sudamericano de Voleibol Femenino de 2013.[4]
- "Segunda Mejor Atacante de Punta" en el  Campeonato Sudamericano de Voleibol Femenino de 2019.[5]
- "MVP" de la Liga Peruana de Vóley Femenino en las temporadas 2020/2021 y 2022/2023.[6]

### Clubes
- 2010:  "Campeona", Liga Superior de Voleibol del Perú con  Divino Maestro.
- 2011:  "Tercera", Liga Israelí de Voleibol con  Hapoël Névé Shaanan.
- 2012:  "Campeona", Liga Chilena de Voleibol con  Boston College.
- 2013:  "Tercera", Campeonato Sudamericano de Clubes con  Boston College.
- 2013:  "Tercera", Liga Superior de Voleibol del Perú con  Sporting Cristal.
- 2014:  "Subcampeona", Liga Superior de Voleibol del Perú con  Sporting Cristal.
- 2015:  "Subcampeona", Liga Nacional Superior Temporada 2015/2016 con  Regatas Lima.
- 2016:  "Campeona", Liga Superior de Voleibol del Perú con  Regatas Lima.
- 2017:  "Tercera", Liga Superior de Voleibol del Perú con  Regatas Lima.

### Selección nacional

#### Mayores
- 2009:  "Tercera",  Sudamericano de Voleibol Brasil 2009.
- 2010:  "Subcampeona",  Copa Panamericana México 2010.
- 2011:  "Tercera",  Sudamericano de Voleibol Perú 2011.
- 2013:  "Tercera",  Sudamericano de Voleibol Perú 2013.
- 2013:  "Campeona",  Juegos Bolivarianos Trujillo 2013.
- 2015:  "Subcampeona",  Sudamericano de Voleibol Colombia 2015.
- 2017:  "Tercera",  Sudamericano de Voleibol Perú 2017.
- 2019:  "Tercera",  Sudamericano de Voleibol Perú 2019.